# ساپاوووکا
ساپاوووکا (به لهستانی:  Sapałówka) یک روستا در لهستان است که در گمینا بانگه مازورسکیه واقع شده‌است.